# (38250) Tartois
(38250) Tartois (1999 QS2) – planetoida z pasa głównego asteroid okrążająca Słońce w ciągu 5,64 lat w średniej odległości 3,17 j.a. Odkryta 31 sierpnia 1999 roku.